# Zapfenstreich (Film)
Zapfenstreich (Originaltitel: Cinderella Liberty) ist ein US-amerikanisches Filmdrama von Mark Rydell aus dem Jahr 1973, eine Verfilmung des Romans Cinderella Liberty von Daryl Ponicsan. Der Film ist eine von zwei Verfilmungen von Ponicsans Romanen aus dem Jahr 1973, die auf seinen Erlebnissen bei der US-Marine basieren; der andere ist Das letzte Kommando.

## Handlung
John J. Baggs, Jr., ein Matrose der US-Marine und Vietnamveteran, meldet sich in der medizinischen Einrichtung des Marinestützpunktes Seattle zur Behandlung einer Pilonidalzyste an. Die Ergebnisse seiner medizinischen Untersuchungen verzögern sich, so dass er nicht an Bord seines Schiffes gehen kann, als dieses in See sticht. Er wird für gesund erklärt, muss aber auf dem Stützpunkt auf seine Verlegung auf ein anderes Schiff warten und erhält einen „Cinderella-Pass“, der es ihm erlaubt, den Stützpunkt bis zur Mitternachtssperre zu verlassen. Kurz darauf verliert der Stützpunkt seine Papiere, so dass er nicht mehr versetzt werden kann, keinen Sold und keine Sozialleistungen mehr erhält und auf dem Stützpunkt mit „Cinderella-Freiheit“ festsitzt, bis seine Papiere wiedergefunden werden.
In seiner ersten Nacht in einer Bar versucht er noch vor Mitternacht eine Frau zu finden und fühlt sich zu Maggie hingezogen, einer Prostituierten, die Matrosen am Billardtisch abzockt. Er fordert sie beim Billard heraus und geht später für eine sexuelle Begegnung in ihre Mietwohnung, wo er herausfindet, dass sie mit ihrem 11-jährigen Sohn Doug zusammenlebt, einem Mischlingskind. Baggs findet Doug später beim Biertrinken und hält Maggie einen Vortrag über ihre mangelnde mütterliche Fürsorge für ihren Sohn. Als er bemerkt, dass Doug oft auf sich allein gestellt ist, beginnt Baggs, Zeit mit ihm zu verbringen, während er gleichzeitig eine Beziehung zu Maggie aufbaut, in die er sich verliebt. Das Paar trennt sich fast, als Baggs erfährt, dass Maggie von einem Mann schwanger ist, den sie kannte, bevor sie Baggs kennenlernte, aber sie versöhnen sich wieder und Baggs übernimmt auch die Verantwortung für das ungeborene Kind.
Auf dem Stützpunkt trifft Baggs auf seinen ehemaligen Ausbilder, einen älteren Matrosen namens Forshay, der Baggs brutal behandelt hat. Nach einer anfänglichen Schlägerei erfährt Baggs, dass Forshay degradiert und entlassen wurde, weil er Rekruten misshandelt hatte, von denen einer politische Verbindungen hat. Forshays Liebe zur Navy ist die einzige Konstante in seinem Leben, und er hat keine Familie oder Beziehungen außerhalb der Navy. Baggs hat Mitleid mit ihm und wird sein Freund, obwohl er nicht will, dass sich dieses Muster in seinem Leben wiederholt. Nach seiner Entlassung verliert Forshay seine Pension und ist gezwungen, einen minderwertigen Job als Stripper anzunehmen.
Baggs versucht für Maggie und Doug ein normales Familienleben aufzubauen, was ihm eine Zeit lang auch gelingt, trotz der Hindernisse, die sich aus der fehlenden Bezahlung und den fehlenden Vergünstigungen ergeben. Er und Maggie heiraten, aber aufgrund seiner verlorenen Papiere weigert sich die Navy die Ehe anzuerkennen und Maggie und Doug die üblichen Privilegien einer Seemannsfamilie zu gewähren. Doug, anfangs misstrauisch und zynisch, freundet sich mit Baggs an, der es schafft Dougs schmerzhaft kariöse Zähne auf dem Marinestützpunkt von einer ungelernten Zahnarzthelferin behandeln zu lassen. Maggie bringt vorzeitig einen Sohn zur Welt, den sie nach Baggs benennt. Das Baby stirbt jedoch kurz nach der Geburt, woraufhin die verzweifelte Maggie sich erneut prostituiert, um sich von ihrem Kummer abzulenken. Die Navy findet schließlich Baggs' Papiere und versetzt ihn auf ein anderes Schiff, wobei sie ihm auch noch 1400 Dollar ausstehende Heuer zahlt. Als er Maggie davon erzählen will, muss er feststellen, dass sie mit einem anderen Mann nach New Orleans gegangen ist und Doug zurückgelassen hat, damit Baggs sich um ihn kümmern kann. Um bei Doug bleiben zu können, überredet Baggs Forshay mit ihm zu tauschen und unter seinem Namen zu fliehen. Nachdem sie sich von einem glücklichen Forshay verabschiedet haben, machen sich Baggs und Doug auf den Weg nach New Orleans, um Maggie zu suchen.

## Produktion
James Caan sagte später, sein Charakter sei „wie Billy Budd, ganz rein und gut“.
In seinem Bedauern über viele der Filmentscheidungen, die er in den Jahren unmittelbar nach seiner für den Oscar und den Golden Globe nominierten Darstellung in Der Pate getroffen hatte, erwähnte Caan Zapfenstreich als eine der Ausnahmen von diesem Bedauern und kommentierte, dass er den Film sehr mochte. Er und Mason kamen bei Chapter Two wieder zusammen.

## Auszeichnungen
Zapfenstreich wurde für den Golden Globe Award als bester Film nominiert und Marsha Mason gewann den Golden Globe als beste Hauptdarstellerin. Mason erhielt auch die erste von vier Nominierungen für den Oscar als beste Hauptdarstellerin, während der Film Nominierungen für den Oscar, für die beste Filmmusik und den Oscar für den besten Song (John Williams und Paul Williams für „Nice to Be Around“) erhielt.